# Župnija Dutovlje
Župnija Dutovlje je rimskokatoliška teritorialna župnija kraške dekanije škofije Koper.

## Sakralni objekti
- cerkev sv. Jurija, Dutovlje  - župnijska
- cerkev sv. Notburge, Kreplje - podružnica

Od 1. januarja 2018  :
- cerkev sv. Elije, Kopriva - podružnica
- cerkev sv. Tomaža, Pliskovica - podružnica
- cerkev sv. Jakoba na Velikem Dolu - podružnica